# UTC+2:30
UTC+2:30 — часова зона, яка використовувалася у Сомалі з 1931 по 1956 роки, а також у Кенії з 1930 по 1939 роках і Уганді у 1930—1946 роках.

## Використання
Зараз не використовується

## Історія використання
Час UTC+2:30 використовувався:

### Як стандартний час
- Кенія
- Уганда
- Сомалі

### Як літній час
Ніколи не використовувався